# Iron Man 3
Iron Man 3 är en amerikansk superhjältefilm från 2013 i regi av Shane Black. Filmen är en uppföljare till Iron Man och Iron Man 2. Filmen är den sjunde delen i Marvel Cinematic Universe.

## Handling
1999, innan Tony Stark (Robert Downey Jr) blev Iron Man, blev han kontaktad av botanisten Maya Hansen som hade utvecklat en metod att omprogrammera levande varelsers regenerationssystem. Hon fick det inte att fungera och sökte Starks hjälp. På väg dit stöter Stark på Aldrich Killian (Guy Pearce), som försöker få honom intresserad av hans tankesmedja, men Stark avvisar honom bryskt.
I nutid har terroristen Mandarinen (Ben Kingsley) genomfört ett antal bombdåd som en serie offentliga "läxor" för USA:s president (William Sadler). Stark möter sin vän överstelöjtnant Rhodes, som förklarar att USA:s armé inte har velat dra in Iron Man i undersökningarna efter attacken mot New York (i The Avengers). Stark har dock börjat få nervösa problem efter mötet med halvgudar och utomjordingar.
När chefen för Stark Industries, Pepper Potts (Gwyneth Paltrow), får besök av Killian blir hennes säkerhetschef, Starks tidigare livvakt, Happy (Jon Favreau), misstänksam och följer efter Killian. Spåren leder till ett möte mellan Killians medarbetare Savin och en man som snart sprängs. Happy skadas allvarligt men Savin kan gå därifrån utan en skråma. En journalist lyckas provocera Stark till en reaktion på Happys skador, och Stark utmanar Mandarinen via direktsändning.
Hemma igen undersöker Stark explosionen och ser att det finns en liknande explosion som inte kopplas ihop med Mandarinen. Han avbryts av Maya Hansen som har något att berätta, vilket i sin tur avbryts av att Pepper Potts vill att hon och Stark ska gömma sig. De hinner dock inte, eftersom Mandarinens styrkor anfaller Starks hus, som blir totalförstört. Stark hinner rädda Potts, men drunknar nästan på kuppen, varpå J.A.R.V.I.S., Starks dator, styr Iron Man-dräkten till det ställe där den udda explosionen ägde rum. Innan de når destinationen har dräkten slut på batteri, och Stark tvingas arbeta utan högteknologisk hjälp. Han lyckas få mer information om explosionen, men möter samtidigt några människor som kan läka sig själva och glöder.
Potts, som låter världen tro att Stark är död, förhör Maya Hansen, men upptäcker att hon är lierad med Killian och blir infångad. Stark har spårat Mandarinens sändningar, men upptäcker att det bara är en skådespelare som agerar front för Killian och att Killians plan är att döda presidenten i direktsändning.

## Rollista (i urval)
- Robert Downey, Jr. – Anthony "Tony" Stark / Iron Man
- Gwyneth Paltrow – Virginia "Pepper" Potts
- Don Cheadle – Överstelöjtnant James "Rhodey" Rhodes / Iron Patriot
- Guy Pearce – Aldrich Killian
- Rebecca Hall – Maya Hansen
- Jon Favreau – Harold "Happy" Hogan
- Ben Kingsley – Trevor Slattery / The Mandarin
- James Badge Dale – Eric Savin / Coldblood
- Stephanie Szostak – Ellen Brandt
- Ty Simpkins – Harley Keener
- William Sadler – President Matthew Ellis
- Miguel Ferrer – Vicepresident Rodriguez
- Jenna Ortega – Vicepresident Rodriguezs dotter
- Dale Dickey – Mrs. Davis
- Ashley Hamilton – Jack Taggart
- Wang Xueqi – Dr. Wu
- Paul Bettany – J.A.R.V.I.S. (röst)
- Shaun Toub – Dr. Ho Yinsen (cameo)
- Mark Ruffalo – Dr. Bruce Banner (cameo)
- Stan Lee – Domare i skönhetstävling (cameo)

## Om filmen
Filmen är den sjätte delen och den första i fas 2 i Marvel Cinematic Universe. Den följdes av Thor: The Dark World (2013). Nästa gång Iron Man medverkade på film var i Avengers: Age of Ultron (2015).